# Association sportive de Monaco 2019-2020 (pallacanestro)
Questa voce raccoglie le informazioni riguardanti l'Association sportive de Monaco nelle competizioni ufficiali della stagione 2019-2020.

## Stagione
La stagione 2019-2020 dell'Association sportive de Monaco è la 28ª nel massimo campionato francese di pallacanestro, la Pro A.

## Roster
Aggiornato al 18 agosto 2018.
| Monaco 2019-20 | Monaco 2019-20 |
| Giocatori      | Staff tecnico  |
| -------------- | -------------- |

| N. | Naz.                                           | Ruolo | Nome              | Anno | Alt.   | Peso   |  |
| -- | ---------------------------------------------- | ----- | ----------------- | ---- | ------ | ------ |  |
| 1  | Stati Uniti (bandiera) · Bulgaria (bandiera)   | P     | Dee Bost (C)      | 1989 | 188 cm | 80 kg  |  |
| 5  | Stati Uniti (bandiera) · Kazakistan (bandiera) | P     | Anthony Clemmons  | 1994 | 186 cm | 87 kg  |  |
| 6  | Francia (bandiera)                             | G     | Paul Lacombe      | 1990 | 195 cm | 97 kg  |  |
| 9  | Bosnia ed Erzegovina (bandiera)                | AC    | Elmedin Kikanović | 1988 | 211 cm | 104 kg |  |
| 12 | RD del Congo (bandiera)                        | C     | Kevin Keliki      | 2000 | 208 cm |        |  |
| 13 | Francia (bandiera)                             | AC    | Jordan Ratton     | 2001 | 202 cm |        |  |
| 14 | Francia (bandiera)                             | AG    | Kim Tillie        | 1988 | 210 cm | 105 kg |  |
| 15 | Francia (bandiera)                             | AG    | Wilfried Yeguete  | 1991 | 201 cm | 104 kg |  |
| 16 | Francia (bandiera)                             | P     | Vincent Vermillac | 2001 | 190 cm |        |  |
| 19 | Svezia (bandiera)                              | PG    | Melwin Pantzar    | 2000 | 190 cm | 86 kg  |  |
| 22 | Stati Uniti (bandiera)                         | A     | J.J. O'Brien      | 1992 | 201 cm | 103 kg |  |
| 23 | Stati Uniti (bandiera)                         | C     | Eric Buckner      | 1990 | 208 cm | 100 kg |  |
| 24 | Burkina Faso (bandiera) · Francia (bandiera)   | G     | Yakuba Ouattara   | 1992 | 192 cm | 84 kg  |  |
| 25 | Croazia (bandiera)                             | AC    | Ivan Buva         | 1991 | 208 cm | 113 kg |  |
| 30 | Stati Uniti (bandiera)                         | P     | Norris Cole       | 1988 | 188 cm | 80 kg  |  |
| 31 | Canada (bandiera) · Giamaica (bandiera)        | P     | Dylan Ennis       | 1991 | 188 cm | 88 kg  |  |
| 32 | Francia (bandiera)                             | C     | Landing Sané      | 1990 | 209 cm | 105 kg |  |
| 91 | Ungheria (bandiera)                            | AG    | Benedek Kovacs    | 2001 | 201 cm |        |  |
| -  | Francia (bandiera)                             | P     | Mehdy Ngouama     | 1995 | 188 cm | 79 kg  |  |

| Allenatore                                                                            |
| - Saša Obradović                                                                      |
| Assistente/i                                                                          |
| - Alex Duran - Milenko Bogićević Legenda - (C) Capitano - (IN) Inattivo - Infortunato |

## Mercato

### Sessione estiva
| Acquisti | Acquisti         | Acquisti       | Acquisti   | Acquisti |
| R.       | Nome             | da             | Modalità   |          |
| -------- | ---------------- | -------------- | ---------- | -------- |
| P        | Mehdy Ngouama    | Vichy-Clermont | definitivo |          |
| AG       | Wilfried Yeguete | Le Mans        | definitivo |          |
| C        | Landing Sané     | Andorra        | definitivo |          |
| AG       | Kim Tillie       | Gran Canaria   | definitivo |          |
| AP       | J.J. O'Brien     | Astana         | definitivo |          |
| P        | Anthony Clemmons | Astana         | devinitivo |          |
| P        | Dylan Ennis      | Andorra        | definitivo |          |
| AC       | Ivan Buva        | Free agent     | definitivo |          |
| PG       | Melwin Pantzar   | Real Madrid    | definitivo |          |

| Cessioni | Cessioni          | Cessioni         | Cessioni       | Cessioni |
| R.       | Nome              | a                | Modalità       |          |
| -------- | ----------------- | ---------------- | -------------- | -------- |
| AG       | Georgi Joseph     | Metropolitans 92 | fine contratto |          |
| PG       | Gerald Robinson   | Promitheas       | fine contratto |          |
| A        | Amara Sy          | Paris            | fine contratto |          |
| GA       | Serhij Hladyr     | Free agent       | fine contratto |          |
| AG       | Jarrod Jones      | Darüşşafaka      | fine contratto |          |
| A        | Rémi Barry        | Free agent       | fine contratto |          |
| P        | Lazeric Jones     | Galatasaray      | fine contratto |          |
| C        | Elmedin Kikanović | Ormanspor        | fine contratto |          |
| P        | Kevin Cham        | Nevėžis          | fine contratto |          |
| C        | Léopold Ca        | Saint-Quentin    | fine contratto |          |

### Dopo l'inizio della stagione
| Acquisti | Acquisti          | Acquisti   | Acquisti         | Acquisti   |
| R.       | Nome              | da         | Data             | Modalità   |
| -------- | ----------------- | ---------- | ---------------- | ---------- |
| P        | Norris Cole       | Free agent | 11 novembre 2020 | definitivo |
| AC       | Elmedin Kikanović | Ormanspor  | 25 febbraio 2020 | definitivo |

| Cessioni | Cessioni      | Cessioni      | Cessioni        | Cessioni    |
| R.       | Nome          | a             | Data            | Modalità    |
| -------- | ------------- | ------------- | --------------- | ----------- |
| AC       | Ivan Buva     | Gaziantep BŞB | 29 ottobre 2020 | rescissione |
| P        | Mehdy Ngouama | Souffelwey.   | 31 ottobre 2020 | rescissione |
| P        | Dylan Ennis   | Saragozza     | 3 novembre 2020 | rescissione |
| AG       | Kim Tillie    | Budućnost     | 6 febbraio 2020 | rescissione |